# Вилхелм VI (Хесен-Касел)
Вилхелм VI (на немски: Wilhelm VI von Hessen-Kassel, * 23 май 1629 в Касел, † 16 юли 1663 в Хайна) от Дом Хесен е от 1637 до 1663 г. ландграф на Хесен-Касел.
Вилхелм VI е най-големият син на ландграф ландграф Вилхелм V фон Хесен-Касел (1602 – 1637) и съпругата му графиня Амалия Елизабет фон Ханау-Мюнценберг (1602– 1651), дъщеря на граф Филип Лудвиг II (1576 – 1612) от Ханау-Мюнценберг и Катарина Белгика от Орания-Насау (1578 – 1648), дъщеря на Вилхелм Орански (водач на нидерландското въстание срещу испанците).
Той пътува през Западна Европа. След смъртта на баща му през 1637 г. майка му е регентка до 25 септември 1650 г. По време на регентството на майка му Амалия Елизабет през 1645 г. през Тридесетгодишната война избухва „Хеската война“, с ландграфство Хесен-Дармщат за Горен Хесен и Марбург. Войната завършва след три години през 1648 г. с победа на Хесен-Касел.
След войната Вилхелм VI се грижи за разширяването на универиситетите в Марбург и Ринтелн и за основаването на нови висши училища.
Вилхелм VI умира на 16 юли 1663 г. в Касел след раняване при лов. Неговият малолетен син ландграф Вилхелм VII (1651 – 1670) го последва под регентството на майка му, Хедвиг София фон Бранденбург.

## Семейство и деца
Вилхелм VI се жени на 19 юли 1649 г. в Берлин за принцеса Хедвиг София фон Бранденбург (1623 – 1683) от род Хоенцолерн, дъщеря на курфюрст Георг Вилхелм фон Бранденбург и на Елизабет Шарлота фон Пфалц. Те имат децата:
- Шарлота Амалия (* 27 април 1650, † 27 март 1714), 25 юни 1667 г. омъжена за крал Кристиан V от Дания (1646 – 1699)
- Вилхелм VII (* 21 юни 1651, † 21 ноември 1670)
- Карл (* 3 август 1654, † 23 март 1730), ландграф на Хесен-Касел
- Филип (* 14 декември 1655, † 18 юни 1721), ландграф на Хесен-Филипстал
- Георг фон Хесен-Касел (* 1658, † 1675)
- Елизабет Хенриета (* 8 ноември 1661, † 27 юни 1683), 1679 г. омъжена за крал Фридрих I фон Прусия (1657 – 1713).